# 巴尔托洛梅乌·维利乌

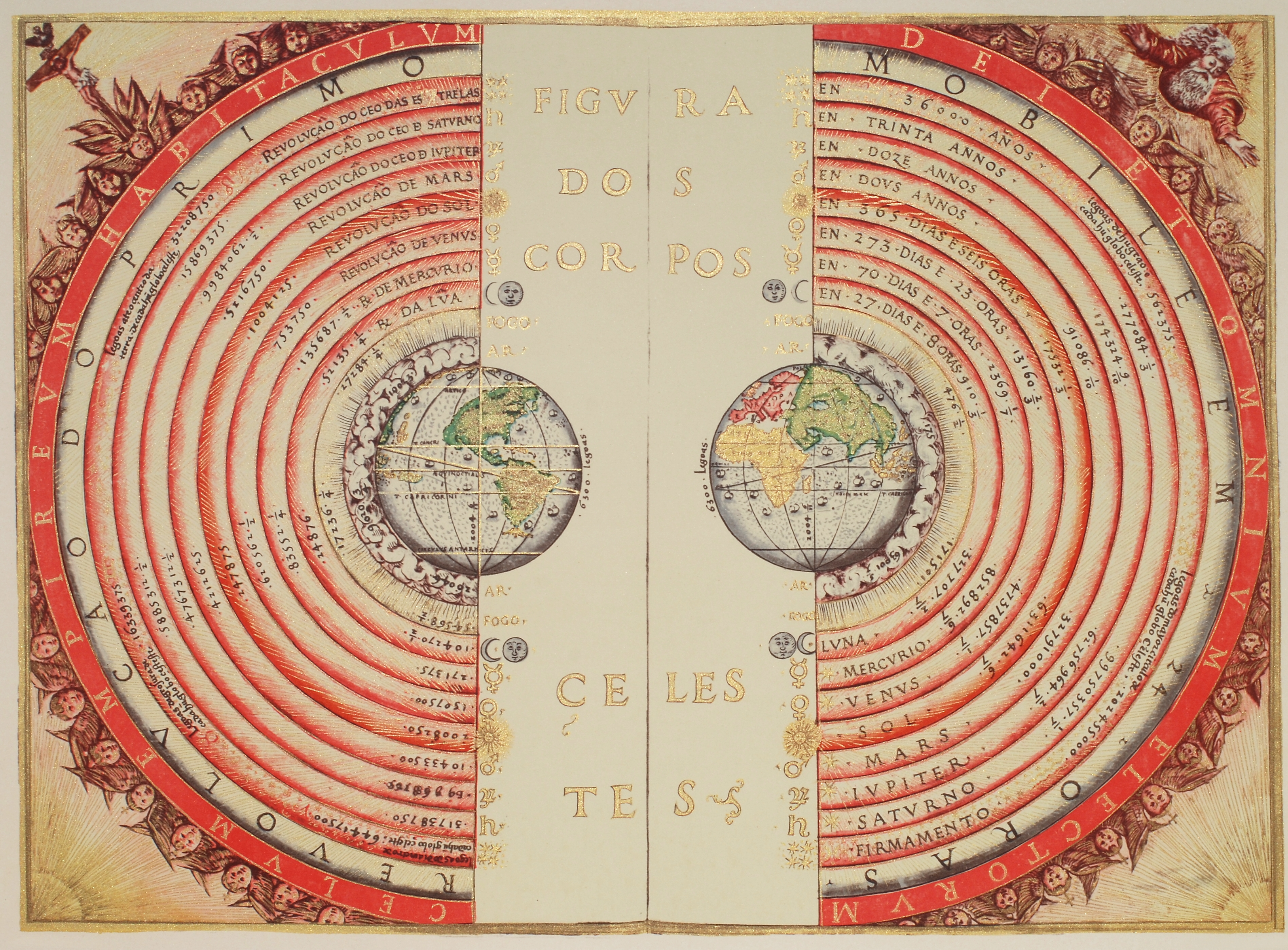
巴尔托洛梅乌·维利乌于1568年绘制的地心说宇宙模型，收藏于法国国家图书馆。

巴尔托洛梅乌·维利乌（葡萄牙語：Bartolomeu Velho，？—1568年2月20日）是葡萄牙的数学家、制图师及宇宙志学家。生于里斯本。
1561年，维利乌为葡萄牙国王塞巴斯蒂昂制作了《世界通览地图》（Carta General do Orbe）。他在这幅地图中修正了巴西七大原住民的位置。图上绘有中国和日本的一些地名，如广州城（cidade de cantam）、“马坦岛”（Ilha da matam，可能是澳门）、“贸易岛”（I. da uiniaga）、“白岛”（I. branca，即大星簪）、坂东（BANDOV）、京都（MIACOO）、鹿儿岛（CAGAXUMA）等。台湾在该图中被绘制成两个岛屿，即福尔摩沙（I．Fermosa）及小琉球（Lequio Pequeño）。
其后于1567年移居法国，在这里完成了他的论著《真实的宇宙结构及所有已发现大陆的普遍地理学之原理》（Principio da verdadeira cosmographia e geographia universal de todas as terras），并在其逝世的年份，即1568年于巴黎出版。该书手稿藏于法国国家图书馆（GE EE-266）。
他于1658年2月20日逝世于法国的南特。